# Harold Jack Bloom
Harold Jack Bloom (* 26. April 1924 in New York City; † 27. August 1999 in Los Angeles, Kalifornien) war ein US-amerikanischer Drehbuchautor.

## Leben
Bloom war seit Ende der 1940er Jahre als Drehbuchautor tätig. Sein Schwerpunkt lag stets auf dem Fernsehen. Er entwickelte mit Notruf California in den 1970er Jahren eine eigene Fernsehserie und war als Autor an unterschiedlichen Serien beteiligt. Ebenfalls in den 1970er-Jahren war er als Produzent an der Filmreihe Hec Ramsey beteiligt. Sein letztes Drehbuch stammt aus dem Jahr 1989 für den Fernsehfilm Viel Kohle im Koffer. Insgesamt war Bloom an mehr als 40 Produktionen beteiligt.
Bloom war ursprünglich als Drehbuchautor für den Film James Bond 007 – Man lebt nur zweimal vorgesehen. Letztlich legte Roald Dahl das endgültige Drehbuch vor und Bloom selbst wurde unter „Additional Story Material by Harold Jack Bloom“ genannt.
Für das Drehbuch zu Nackte Gewalt war Bloom gemeinsam mit Sam Rolfe 1954 für den Oscar in der Kategorie Bestes Originaldrehbuch nominiert.
Bloom war zwei Mal verheiratet. Aus der Ehe mit der Schauspielerin Carolyn Kearney (1930–2005) ging ein Kind hervor.

## Filmografie (Auswahl)
- 1953: Nackte Gewalt (The Naked Spur)
- 1953: Arena
- 1955: Land der Pharaonen (Land of the Pharaohs)
- 1955: Die fünfte Kolonne (Foreign Intrigue)
- 1956: Verdammte hinter Gittern (Behind the High Wall)
- 1971: Rivalen des Todes (A Gunfight)
- 1974: Die Fahrt der Black Pearl (The Log of the Black Pearl)
- 1982: Erinnerungen einer Liebe (Remembrance of Love)
- 1989: Viel Kohle im Koffer (Stuck with Each Other)